# 华东师范大学图书馆
华东师范大学图书馆是华东师范大学校园内的图书馆，位于中国上海市，由闵行校区图书馆和中山北路校区图书馆组成，为国际图书馆协会联合会成员、全国古籍重点保护单位。2011年，该馆被网易新闻评为中国最美的50座大学图书馆之一。
截至2017年底，华东师范大学图书馆馆舍总面积约5.6万平方米，馆藏印刷型文献总量达498.20万册，其中图书411.41.84万册，期刊合订本41.48万余册，古籍文献33.53万余册，学位论文6.16万余册，非书资料5.1万余册；各类电子文献数据库176个（含485个子库），其中电子期刊8.05万余种，电子图书257.62万余种，学位论文864.98万余篇。有《唐颜真卿多宝佛塔感应碑》拓本、《西汉详节》、福建《三山志》等善本。

## 科研
情报研究所是华东师范大学的研究机构，与图书馆实行馆所合一体制，成立于1999年12月。

## 历史

### 大夏大学时期
1925年9月，大夏大学在胶州路的三层校舍落成，在校舍底层设图书馆，并成立图书委员会。12月16日，大夏大学举行图书馆运动大会，并发布《大夏大學藏書樓募捐啟》，现场募集1542元2角及图书330册。1930年3月，大夏大学发起第二次图书募集活动，马宗荣出任图书馆主任后，立即发布《募集图书启》，并在在《大夏周报》撰文《图书馆与募书运动》，至5月8日收到中文书籍4277册，外文书籍820册。
1930年春，大夏大学中山路校区开始建设，校董马君武强调“今后大夏大学的建设是要谋图书馆和实验室的充实”。1930年秋，图书馆迁入群贤堂二楼，新馆舍按照马宗荣所著《现代图书馆经营论》设置，设普通阅览室、参考阅览室、书库、办公室等。随着学生数量的增加，1931年夏，大夏大学计划建设一所二层图书馆，并由设计师建筑作图，但因九一八事变而搁置。随着一·二八事变的发展，学校一度沦为战区，全部图书运往中华学艺社暂存，1932年秋回迁至原拟建实验小学校舍，为凹字形、三大间、两层楼房。1933年10月，学校在群贤堂205室设自由阅览室；次年秋，将教育研究室用作杂志阅览室，并添平房两间作为报纸阅览室。1934年11月，校董会决议耗资12万元修建新图书馆，次年3月决议题名“黄浦烈士图书馆”，1937年6月1日破土动工，但因八一三事变再次停止。
大夏大学内迁时，将5万余册藏书分为两部分，一部分经庐山、重庆辗转，于1938年5月抵达贵阳讲武堂；另一部分藏于王伯群住宅，后被国立上海大学移存中央研究院及上海大学，1946年收回时不少已散失。1938年秋，大夏大学在贵阳举行募集图书运动，募得7196册图书。1939年2月4日，因日军空袭贵阳，学校转移图书至花溪，至秋季运回。1944年11月，大夏大学迁往赤水，所有图书于11月30日装箱，12月2日起经重庆、茅台至次年3月8日全部抵达赤水，并用赤水中学房屋作图书馆，此时有藏书4万余册。1946年夏，学校回迁上海，赤水的图书于7月25日运达重庆，9月1日装载华泰轮驳于10月24日抵达南京，经铁路于10月31日抵达上海西站，与上海的图书合并达5万余册。因馆舍狭小，学校于群贤堂三楼辟室七间充当馆舍。
1948年春，大夏大学决定以400亿元国币建筑新图书馆，由金祖荫设计，9月28日动工，但因币制改革、金圆券大幅贬值而最终废止。1949年9月，图书馆迁往群贤堂办公。至1951年，图书馆藏书60561册，资料室藏书8728册。。

### 华东师范大学早期
1951年10月，华东师范大学图书馆成立，以大夏大学图书馆馆舍及图书为基础，并引进光华大学19万册藏书，图书按照大夏大学和光华大学各自的体系分开上架。1952年至1955年底，陆续接收暨南大学、圣约翰大学、震旦大学、复旦大学、同济大学、沪江大学、交通大学、浙江大学、东亚体育专科学校、立信会计专科学校等校图书共31万余册。其中，交通大学珍藏的1908年慈禧太后、光绪皇帝御赐给上海高等实业学堂的1894版《古今图书集成》在1955年调至华东师范大学；华东师范大学所藏1888年版《古今图书集成》则被调往交通大学，现藏于西安交通大学图书馆。
1953年5月，4000平方米的图书馆楼落成；1958年，又扩建了5000平方米的新馆舍。至1965年，藏书达125万册。文化大革命期间，图书馆遭到严重破坏，多名工作人员被立案审查或迫害致死，书刊破损、丢失现象严重，改革开放后方有所好转。

### 近期
1986年，香港邵氏兄弟电影公司、香港电视广播有限公司董事长邵逸夫向华东师大捐资1000万港币建设新图书馆，1989年10月27日新图书馆逸夫楼建成，这是中国大陆高校首座逸夫楼。
基于学校 “ 211 工程”、“ 985 工程”和“十三•五”建设，图书馆不断加强网络和数字图书馆建设。从 1999 年起，图书馆启用 INNOPAC 自动化集成管理系统，并逐步升级图书馆服务器、扩容图书馆局域网，通过校园网实现两个校区的网络连接和集中式管理。两校区图书馆提供电子阅览室和读者查询终端，无线网络全覆盖，读者可方便地访问图书馆资源、校园网资源及因特网资源。同时通过校园 VPN认证和CARSI教育网联邦认证方式，实现了本校读者远程访问数字图书馆资源的功能。近年来，图书馆积极参与 CALIS 、CASHL、CADAL、“211”、“985”工程项目建设，在联机合作编目、馆际互借 / 文献传递、特色数据库建设等方面取得了出色成效。先后荣获了 CALIS 联机合作编目杰出贡献奖、Calis 应用服务优秀示范馆，多次荣获 CASHL 优质服务一等奖。  
2001年10月16日，上海市中心图书馆华东师大分馆成立。2006年9月闵行校区图书馆正式启用。2009年入选全国古籍重点保护单位。2014年，中山北路校区图书馆进行修葺。
2015年，与康奈尔大学合作启动图书馆资源共享项目，“华东师范大学-康奈尔大学”图书馆联合资源网开通，主要包括两校有关中国及远东地区的文献资源。